# ГЕС Chaglla
ГЕС Chaglla – гідроелектростанція в Перу. Використовує ресурс із річки Уайяга, правої притоки Мараньйон (лівий витік Амазонки).
В межах проекту річку перекрили кам’яно-накидною греблею із бетонним облицюванням висотою 202 метри, довжиною 273 метри та товщиною по гребеню 11 метрів, яка потребувала 8,6 млн м3 матеріалу. На час її спорудження воду відвели за допомогою тунелю довжиною 1,1 км з перетином 12,5х12,5 метра. Гребля утримує водосховище з площею поверхні 4,5 км2 та об’ємом 375 млн м3.
Зі сховища через лівобережний гірський масив проклали дериваційний тунель довжиною 14,4 км з діаметром 7,6 метра. Він подає ресурс до головного машинного залу, обладнаного двома турбінами типу Френсіс потужністю по 225 МВт. При чистому напорі у 336 метрів вони повинні забезпечувати виробництво 2,75 млрд кВт-год електроенергії на рік.
Крім того, для підтримки природної течії річки через греблю випускається певна частина ресурсу, на якому працює одна турбіна типу Френсіс потужністю 6 МВт,  що використовує напір у 192 метри.
Видача продукції відбувається по ЛЕП, розрахованій на роботу під напругою 220 кВ.
Проект, введений в експлуатацію у 2016 році, реалізувала бразильська компанія Odebrecht. Втім, через корупційний скандал та викликане ним скрутне фінансове становище вона невдовзі продала станцію китайській China Three Gorges Corporation (CTG).